# يازالدي
يازالدي غوميز بينتو المعروف بـيازالدي مواليد 21 سبتمبر 1988 في البرتغال، هو لاعب كرة قدم برتغالي.

## روابط خارجية
- يازالدي على موقع قاعدة بيانات كرة القدم.إي يو (الإنجليزية)
- يازالدي على موقع Soccerway.com (الإنجليزية)
- يازالدي على موقع عالم كرة القدم.نت (الإنجليزية)
- يازالدي على موقع AS.com (الإسبانية)